# Amblyjoppa proteus
Amblyjoppa proteus là một loài tò vò trong họ Ichneumonidae.